# Майдар
«Ма́йдар» — региональная централизованная религиозная (буддийская) организация (ЦРО), действующая в Тункинском и Окинском районах Бурятии.

## История
В 1999 году лама Данзан-Хайбзун Самаев, являвшийся в 1990-е годы настоятелем петербургского дацана «Гунзэчойнэй», начал «бунт трёх дацанов против „диктатуры Аюшеева“», официально перерегистрировав их в качестве новой независимой организации и выведя из состава Буддийской традиционной сангхи России (БТСР). Причиной этого, по словам Самаева, стало то, что таким образом Пандито-Хамбо-лама Д. Аюшеев теперь не мог самостоятельно назначать настоятелей этих дацанов, самым большим из которых являлся Ацагатский дацан, а также несогласие с общим курсом Хамбо-ламы. После гибели Самаева в 2005 году должность духовного наставника организации занял его ученик Данзан-Даши Шаглахаев.
Организация получила название в честь грядущего будды Майтреи. Её ядром являются дацаны Тунки и Оки. «Майдар» ориентируется прежде всего на удовлетворение духовных нужд жителей этого региона, сталкиваясь при этом с конкуренцией со стороны оппозиционной ей БТСР, которая также присутствует на Восточном Саяне. Другими отличительными особенностями «Майдара» являются его пропаганда экологических воззрений в связке с буддизмом, что было унаследовано напрямую от Самаева, а также особое почтение и внимание к фигуре хамбо-ламы Агвана Доржиева, которого называют прошлым перерождением Самаева.